# Nagari Kapau
Nagari Kapau is een bestuurslaag in het regentschap Agam van de provincie West-Sumatra, Indonesië. Nagari Kapau telt 3036 inwoners (volkstelling 2010).